# Anna Flygare-Stenhammar
Anna Flygare-Stenhammar, född 25 november 1880 i Paris, död 13 augusti 1968 i Sollentuna, var en svensk skådespelare.
Anna Flygare var 1901–1904 lärarinna vid Kristianstads läroverk för flickor. Samtidigt bedrev hon teaterstudier för Konstantin Axelsson, August Lindberg och Julia Håkansson. Efter att ha varit anställd hos Albert Ranft vid Östermalmsteatern 1906–1907 kom hon 1907–1910 var vara anställd vid August Falcks Stridbergsteater.
Hon fick här ingång i Strindbergs repertoar. Hon stod för en av teaterns mest hyllade rollgestaltningar som Eleonora i August Strindbergs Påsk 1908. Flygare-Stenhammar och Strindberg inledde därefter en brevväxling. Sammanlagt 22 brev daterade 1908–1911 finns bevarade i Lunds universitetsbibliotek. Flygare-Stenhammar kom att medverka i tre radioteateruppsättningar av Påsk 1930, 1937 och 1941.
Hon debuterade på Dramaten 1910 som Hedvig i Vildanden av Henrik Ibsen och samma spelår gjorde hon två andra roller på nationalscenen. Som den Strindbergs-skådespelare hon var medverkade hon i den sällan spelade Riksföreståndaren, med rollen som Körkvakterskan.  
År 1937 återvände hon till Dramaten för ett enstaka gästspel som Alma i Alf Sjöbergs uppsättning Vår ära och vår makt av Nordahl Grieg. I den föreställningen medverkade också Ivar Kåge, Georg Rydeberg och Signe Hasso.  
Flygare-Stenhammar porträtterade Ellen Key i filmen Den långa vägen (1947), vilket kom att bli hennes enda filmroll.
Anna Flygare var dotter till prosten Emil Flygare. Sedan 1911 var hon gift med arkitekten Ernst Stenhammar. Tillsammans fick de dottern Ingalill Stenhammar, gift med sin kusin Claes Göran Stenhammar.

## Filmografi
- 1947 – Den långa vägen

## Teater

### Roller (ej komplett)
| År   | Roll                        | Produktion                              | Regi                    | Teater         |
| ---- | --------------------------- | --------------------------------------- | ----------------------- | -------------- |
| 1932 | Farmor Meng                 | "Patrasket" Hjalmar Bergman             | Gösta Ekman             | Vasateatern    |
| 1932 | Fru Tranaeus                | Kanske en diktare Ragnar Josephson      | Gösta Ekman             | Vasateatern    |
| 1933 | Mrs Hallam                  | Vi Hallams Rose Franken                 | Knut Martin             | Blancheteatern |
| 1934 | Fräulein Nordeck zur Nidden | Flickor i uniform Christa Winsloe       | Harry Roeck Hansen      | Blancheteatern |
| 1935 | Constance Cantrell          | Familjen Cantrell Louis de Geer         | Ester Roeck-Hansen      | Blancheteatern |
| 1935 | Domprostinnan Hyltenius     | Flickan i frack Hjalmar Bergman         | Per Lindberg Karl Kinch | Vasateatern    |
| 1935 | Fru Antonin-Faure           | Sådana tider Édouard Bourdet            | Per Lindberg            | Vasateatern    |
| 1935 | Mamma Noak                  | Noak André Obey                         | Per Lindberg            | Vasateatern    |
| 1936 | Leopoldine                  | Därom tiger munnen Roger Martin du Gard | Per Lindberg            | Blancheteatern |
| 1936 | Mrs Clare Lawrence          | Getingboet G.S. Donisthorpe             | Harry Roeck-Hansen      | Blancheteatern |
| 1936 | Fru Emelie Tilford          | De oskyldiga Lillian Hellman            | Harry Roeck-Hansen      | Blancheteatern |
| 1937 | Alma                        | Vår ära och vår makt Nordahl Grieg      | Alf Sjöberg             | Dramaten       |
| 1937 | Änkefru Bang                | Hans första premiär Svend Rindom        | Harry Roeck-Hansen      | Blancheteatern |
| 1937 | Leopoldine                  | Därom tiger munnen Roger Martin du Gard | Per Lindberg            | Blancheteatern |
| 1941 | Maria Vojnitskaja           | Onkel Vanja Anton Tjechov               | Harry Roeck-Hansen      | Blancheteatern |
| 1942 | Anna                        | På livets botten Maksim Gorkij          | Jura Tamkin             | Blancheteatern |